# F220 Real
Real es el primer material discográfico de F220, banda de Hard Rock Cristiano en El Salvador. El álbum se lanzó el 22 de marzo de 2009.

## Trabajo de 2 años
Este álbum se grabó en un periodo de 2 años. Se empezó con el guitarrista Alfredo García el domingo 9 de noviembre de 2006 y se siguió grabando hasta que el productor Mario Pérez tuvo que cancelar la grabación por motivos familiares. Después de varios meses de espera, a mediados de 2007, se vuele a tomar el proyecto que se había quedado a medias, siendo Luis García quien terminara de grabar bajos y Duke que grabó todas las voces 4 veces cada canción. El único que faltaba en la lista era Moisés. Lo inesperado pasa a finales de 2007 cuando al productor le pasa un incidente con su laptop (en la cual se grababa todo el material). El disco duro se arruina, resultando la pérdida de todo el trabajo hecho en ese periodo.
La banda tuvo que esperar hasta principios de 2008 para poder volver al estudio y regrabar todo el proyecto desde cero. Esta vez la grabación tomo 9 meses en hacerse y además contó con ayuda de Nilsson Huezo de la banda Arder De Nuevo y Nadya Morales de la banda Saeta. También contó con la ayuda de Verenice Escobar, quien es amiga de la banda, para hacer voces de fondo en la canción "Tatuaje" y Yeremy Turcios, compañero de Mario, para tocar piano en la canción "Dia A Dia". 
El total de canciones iban a ser 9, pero a última hora se agregaron 2 canciones más a la lista: "Sálvame" y "Amo Del Metal", siendo ésta la última canción grabada por la banda y la primera canción del disco. A comparación del trabajo hecho a finales de 2006, el proyecto resultó ser mejor elaborado y mejor grabado por la banda, ya que habían ganado experiencia en la grabación pasada.

## Lanzamiento y promoción
"Real" se lanzó el domingo 22 de marzo de 2009 en el auditorium "Emmanuel" de la Universidad Ándres Bello, en la ciudad de San Salvador, El Salvador. Además estuvieron las bandas La Ruta y Never Fallen, que son bandas locales, como apertura del evento. Anteriormente al lanzamiento, la radio salvadoreña La Femenina en su programa "Subterranica" dedicó todo ese espacio para programar todo el disco de F220, de principio a fin.
A principios de 2009, la banda auto-produce y graba su primer video musical con su sencillo "Tatuaje". Según el podcast de Angelical Records, su disquera, Luis García comenta que lo grabaron en la casa de uno de sus amigos muy cercanos. Luego grabaron el segundo sencillo "Amo Del Metal". Luis también comenta que lo grabaron junto al productor Marco Tulio.
A mediados de 2009, la disquera concedió con el permiso de publicar el disco en formato mp3 en baja calidad a varios foros de música cristiana, para promover la venta en la tienda en línea de la disquera y iTunes.

## Lista de canciones
1. "Amo Del Metal"
2. "Con Los Brazos Abiertos"
3. "Real"
4. "El Que Habita"
5. "Dia A Dia"
6. "Alas"
7. "Alto Es"
8. "Sálvame"
9. "Tatuaje"
10. "Todo Lo Que Soy"

Bonus track iTunes: "Dios, Union, Libertad"

## Personal
- F220
  - Alfredo García: guitarras, voces en Día A Dia, Alto Es y Alas.
  - Carlos Colorado "Duke": voces principales y gritos
  - Luis García: bajo y voces de fondo
  - Moises Vides: batería

- Músicos e invitados especiales:
  - Mario N. Pérez: guitarras adicionales, efectos y loops
  - Nilsson Huezo: gritos en "Tatuaje"
  - Verenice Escobar: voces de fondo en "Tatuaje"
  - Nadya Morales: voz de fondo en "Dia A Dia" y voz hablada en "Con Los Brazos Abiertos"
  - Yeremy Turcios: Piano en "Dia A Dia"

## Créditos
- Producido y mezclado por: Mario N. Pérez
- Arreglos musicales: Mario Pérez, Alfredo y Luis García y Carlos Colorado
- Arreglos vocales: Mario N. Pérez y Luis García.
- Asistente de producción: Erick Larios
- Ingeniería y Pro Tools: Mario N. Pérez
- Solos de "Dios, Unión, Libertad" y "Amo Del Metal" grabados en: La casa de Alfredo.
- Piano fue grabado en: Una de las Iglesias de Jesucristo de los Santos de los Últimos Días localizado en Santa Tecla. La Libertad, El Salvador.
- Masterizado en: MNP Estudio, Ciudad Merliot, La Libertad, El Salvador

## Curiosidades
- En conmemoración al nombre del álbum, "Real", este material se mezcló sin ayuda de ningún tipo de software de corrección de notas (afinación) en las voces de Duke y Alfredo ni en los instrumentos en que ellos tocan.
- Las canciones "Amo Del Metal" y "Salvame" fueron agregados a última instancia, y se decidió sacar la canción "Dios, Union, Libertad" y promocionarla como "bonus track" en iTunes.
- Luis García grabó todas las voces de fondo con gripe.
- Este fue el primer proyecto de Mario N. Pérez en donde se graba un piano real.
- Moises Vides grabó las baterías de "Dia A Dia" en una sola toma. Esto fue gracias a que Mario N. Pérez dejara correr la pista mientras Moises practicaba la canción.

- Datos: Q5853878